# Riley Lake, Muskoka
Riley Lake är en sjö i Kanada.   Den ligger i District Municipality of Muskoka och provinsen Ontario, i den sydöstra delen av landet, 280 km väster om huvudstaden Ottawa. Riley Lake ligger 259 meter över havet.